# كرة الكانوي

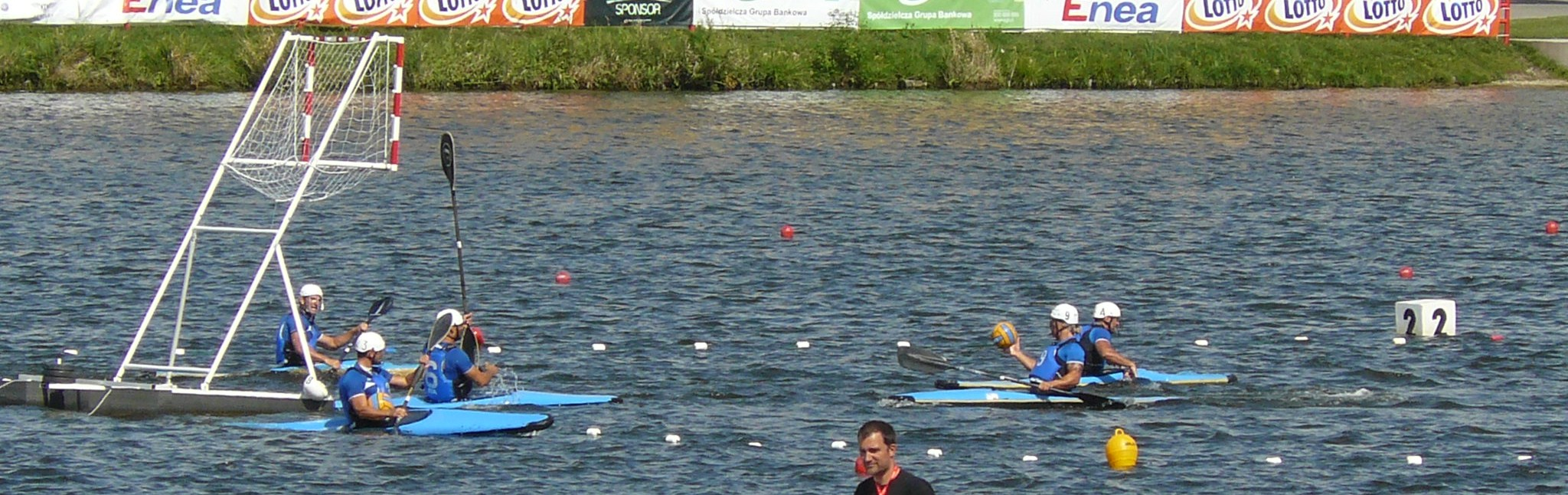
المنافسات الأوروبية لكرة الكانوي في سنة 2013

كرة الكانوي (بالإنجليزية: Canoe polo)‏ وتسمى أيضاً كرة الكاياك (بالإنجليزية: Kayak polo)‏ هي رياضة جماعية يتنافس فيها فريقين بالكرة مع قيادتهم لقوارب الكانوي.